# Nikos Kamarianos
Nikolaos Kamarianos, detto Nikos (in greco Νικόλαος "Νίκος" Καμαριανός?; Atene, 21 marzo 1997), è un cestista greco.